# Oda Pasborg
Oda Pasborg (19. august 1911 i København – 24. februar 1945) var en dansk skuespillerinde, der medvirkede i filmen En fuldendt gentleman fra 1937.
Ifølge en bog til udgivelse i september 2008 skal hun under Besættelsen have haft et forhold til spionen Thomas Sneum, da denne forsøgte at udføre et attentat mod Heinrich Himmler med bue og pil. Ifølge samme kilde mistede hun livet på tragisk måde den 24. februar 1945 ved en tysk terroraktion, Schalburgtage, mod eksprestoget fra Hobro mod Aalborg.